# Chrysanthellum americanum
Chrysanthellum americanum es una especie de planta medicinal de la familia  Asteraceae. Es originaria de América y África.

## Descripción
Es una planta postrada o decumbente, tiene hojas simples en la parte inferior a variadamente lobadas, no definitivamente pinnatisectas, las más grandes de 2 a 5 cm de largo. Posee capitulescencias mayormente en un capítulo solitario sobre pedúnculos de 3–6 cm de largo; involucros abrazados por 4–6 brácteas lineares, 1–2 mm de largo; filarias propias en 2 series, la serie exterior de 5 filarias ovadas, 4–5 mm de largo y 3–4 mm de ancho, la serie interna de 5 brácteas angostas, todas con márgenes escariosos; páleas ca 3 mm de largo; flósculos del radio 13–34, fértiles, las lígulas generalmente bidentadas, 2–4 (–5) mm de largo, con 2 (raramente 3) nervios conspicuos; corolas del disco ca 1 mm de largo. Aquenios del radio columnar-clavados, 2–3 mm de largo, con (2) 3 estrías y protuberancias abaxiales y adaxiales; aquenios del disco linear-oblongos, 2–3 mm de largo, aplanados, sus costados marginados, carnosos y ciliados.

## Distribución y hábitat
Se encuentra en zonas tropicales y subtropicales de África, Norteamérica y Centroamérica donde prefiere sitios de poca altitud, fondos desecados de lagunas y charcos.

## Propiedades
Principios activos: contiene flavonoides derivados de la aurona, chalcona y flavona, de tipo polifenólico. Saponósidos (chrysantelinas A y B derivados del ácido equinocístico y de la caulofilogenina).
Medicina popular
Se usa como tónico amargo, hepatoprotector, hipolipemiante, aporta vitamina P, antiinflamatorio. Tratamiento de cirrosis hepática, preventivo de los cálculos en la vesícula, de las glándulas salivares y del riñón. Disminuye el nivel de colesterol y sobre todo de los triglicéridos. Se usa contra la arteritis y alteraciones de la microcirculación periférica como la vasculopatía diabética. Afecciones reumáticas de las articulaciones, del asma y de la arteritis.
Puede producir acidez de estómago, migrañas y dolores de cabeza en general.
Se usan las hojas, el fruto y las sumidades floridas. Decocción-infusión de sumidades floridas: 4 g por taza de agua fría, se deja en ebullición 5 min y se tiene en infusión otros 5 minutos más.

## Taxonomía
Chrysanthellum americanum fue descrita por (L.) Vatke y publicado en Abhandlungen herausgegeben vom Naturwissenschaftlichen Vereine zu Bremen 9: 122. 1885.
Sinonimia
- Anthemis americana L. (basónimo)[3]
- Bidens apiifolia L.
- Chrysanthellina fasciculata Cass.
- Chrysanthellina gracilis Cass.
- Chrysanthellina swartzii Cass.
- Chrysanthellum procumbens A.Rich.
- Chrysanthellum procumbens Rich. ex Pers.
- Verbesina mutica L.[4]

## Nombres comunes
- Castellano: Crisantelo, Manzanilla americana, Manzanilla de la tierra, Manzanilla de oro, Manzanilla del país.[2]